# والتر کازارولی
والتر کازارولی (انگلیسی: Walter Casaroli؛ زادهٔ ۱۳ آوریل ۱۹۵۷) بازیکن فوتبال اهل ایتالیا است.
از باشگاه‌هایی که در آن بازی کرده‌است می‌توان به باشگاه فوتبال پارما، باشگاه فوتبال آ.اس. رم، باشگاه فوتبال تریستیانا، باشگاه فوتبال دلفینو پسکارا، باشگاه فوتبال امپولی، و باشگاه فوتبال کومو اشاره کرد.